# Trichodura vidua
Trichodura vidua là một loài ruồi trong họ Tachinidae.